# Geometria das transformações

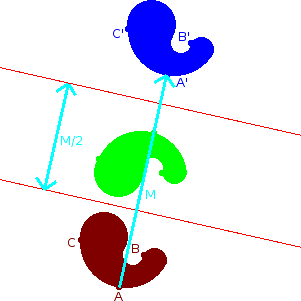
Uma reflexão através de um eixo seguida por uma reflexão através de um segundo eixo paralelo ao primeiro resulta num movimento resultante que é uma translação.

Uma reflexão através de um eixo seguida por uma reflexão através de um segundo eixo transversal ao primeiro resulta em um movimento resultante que é uma rotação em torno do ponto de intersecção dos eixos.

Em matemática, a geometria das transformações (ou geometria transformacional) é o nome para o estudo de geometria por meio dos grupos de transformações geométricas, e também de uma teoria pedagógica sobre o ensino de geometria euclidiana, ambos baseados no Programa de Erlangen. Uma geometria pode ser definida como o estudo de invariantes sob determinados grupos de transformações geométricas. Felix Klein, pioneiro deste ponto de vista, tinha interesse por educação matemática. No entanto, levou muitos anos para que a exposição de suas idéias tivesse muita influência, e assim, a geometria sintética permaneceu dominante. A reforma do ensino de geometria acabou sendo iniciada muito tempo depois, dentro do movimento Matemática Moderna. 
Uma exploração da geometria das transformações, frequentemente começa com um estudo da simetria bilateral como observada no cotidiano. A primeira transformação real é a reflexão através de uma reta ou reflexão através de um eixo. A composta de duas reflexões resulta em uma rotação quando as retas são transversais, ou numa translação quando elas são paralelas. Assim, através de transformações, os estudantes aprendem sobre isometrias no plano euclidiano. Por exemplo, considerando-se a reflexão por uma reta vertical e uma reta inclinada 45° em relação a horizontal, pode-se observar que uma composição produz uma rotação de 90° no sentido anti-horário enquanto a composta reversa produz uma rotação de 90° no sentido horário. Tais resultados mostram que a geometria das transformações inclui processos não-comutativos.
Outra transformação apresentada aos estudantes é a homotetia. No entanto, a reflexão através de um círculo geralmente não é apresentada em cursos básicos. Assim, o estudo de geometria inversiva, que é mais amplo do que a geometria das transformações para séries escolares, fica geralmente reservado para estudantes universitários.
Experimentos com grupos de simetria concretos pavimentam o caminho para o estudo de teoria dos grupos. Outras atividades concretas usam cálculos com números complexos, números hipercomplexos, ou matrizes para expressar a geometria das transformações.
Educadores mostraram algum interesse e descreveram projetos e experiências com geometria das transformações para crianças do jardim de infância até alunos do ensino médio. No caso de crianças de muita pouca idade, de modo a evitar a introdução de nova terminologia e de fazer ligações com as experiências cotidianas dos estudantes com objetos concretos, é por vezes recomendado usar palavras com as quais eles têm familiaridade, mesmo quando não são linguagem matemática precisa. Em algumas propostas, os estudantes começam experimentando com objetos concretos antes de realizar as transformações abstratas por meio de suas definições de transformações de cada ponto da figura.
Em uma tentativa de reestruturar os cursos de geometria na Rússia, Andrei Kolmogorov sugeriu apresentá-la sob o ponto de vista das transformações, assim os cursos de geometria foram estruturados com base na teoria dos conjuntos, isto levou à aparição do termo "congruentes" nas escolas, para figuras que antes eram ditas "iguais", assim, como uma figura era considerada um conjunto de pontos, ela só podia ser igual a ela mesma, e dois triângulos que pudessem ser sobrepostos através de isometrias eram ditos congruentes.
Por exemplo, no âmbito da geometria das transformações, para provar as propriedades usuais de um triângulo isósceles e de um paralelogramo, mostra-se que o triângulo isósceles possui um eixo de simetria e que o paralelogramo possui um centro de simetria. Isso contrasta com as demonstrações clássicas pelos critérios de congruência de triângulos. Algumas demonstrações nesta linha aparecem em livros escritos por Kolmogorov.